# Quinto Pédio (pintor surdo)
Quinto Pédio foi um pintor romano e a primeira pessoa surda conhecida pelo nome registrado na história. Ele é o primeiro pintor surdo de que se tem conhecimento e sua educação é a primeira educação de uma criança surda que se tem registro. Tudo o que se sabe dele hoje está contido em uma única passagem em  História Natural, do autor romano Plínio, o Velho.
Pédio foi o filho do orador e senador romano Quinto Pédio Publicola, enquanto sua mãe era uma mulher romana anônima. O avô paterno de Pédio foi o consul Quinto Pédio e sua avó paterna foi Valéria, parente (possivelmente irmã) do orador e senador romano Marco Valério Messala Corvino. Seu avô paterno e o Imperador Romano Augusto eram primos por parte de mãe.
Pédio nasceu surdo. Sob o conselho de Messalla Corvino (possivelmente seu tio-avô), e com a permissão de Augusto, Pédio foi ensinado a pintar. O garoto se tornou um pintor talentoso, porém morreu em sua juventude.[carece de fontes?]